# Олд Форт (Северна Каролина)
Олд Форт (енгл. Old Fort) град је у америчкој савезној држави Северна Каролина.

## Демографија
По попису из 2010. године број становника је 908, што је 55 (-5,7%) становника мање него 2000. године.
| Група             | 2000.       | 2010.       |
| Белци             | 756 (78,5%) | 746 (82,2%) |
| Афроамериканци    | 166 (17,2%) | 123 (13,5%) |
| Азијати           | 1 (0,1%)    | 3 (0,3%)    |
| Хиспаноамериканци | 16 (1,7%)   | 26 (2,9%)   |
| Укупно            | 963         | 908         |